# Panhard & Levassor P2C

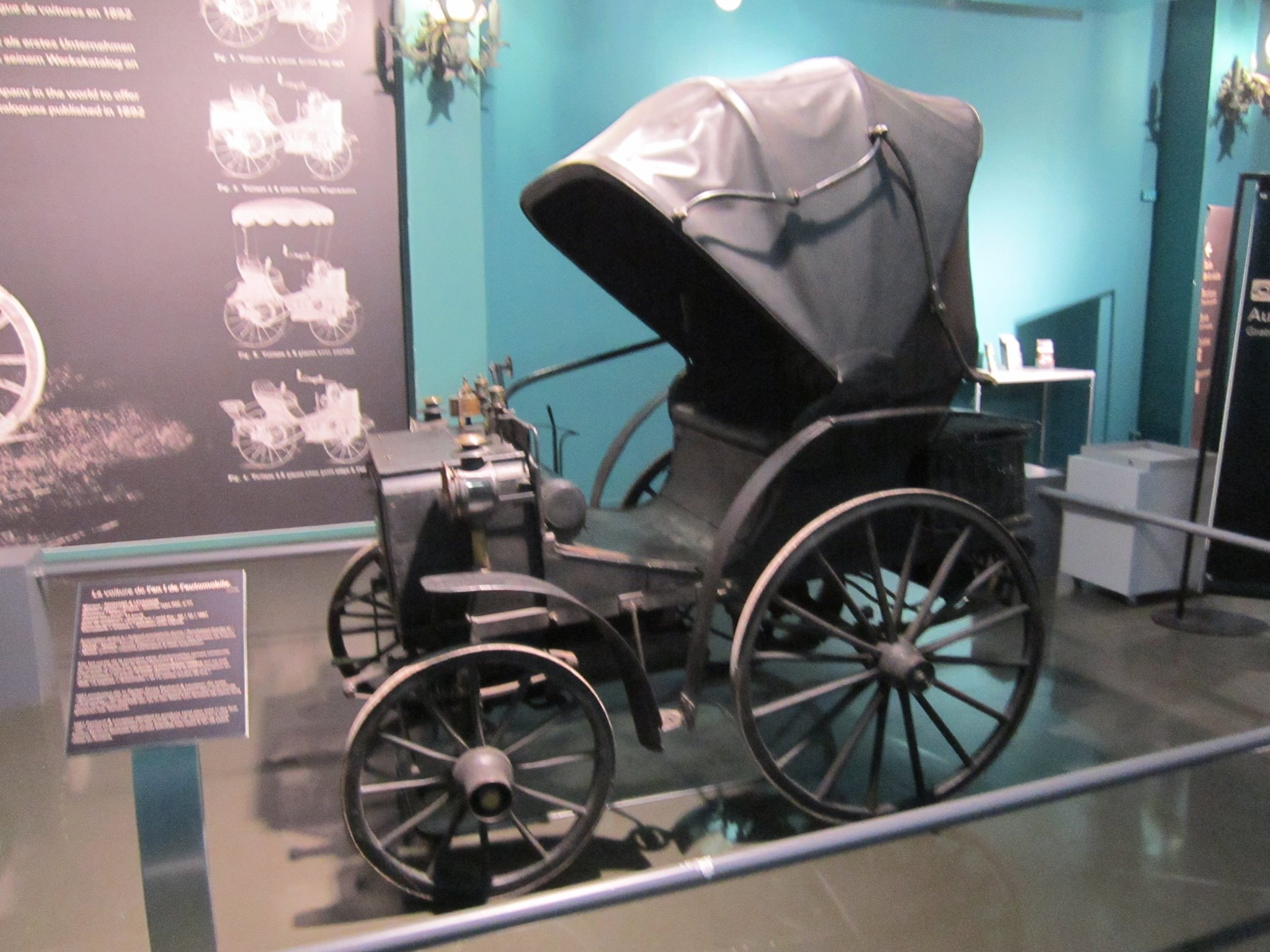
Seitenansicht eines zweisitzigen Phaeton

Der Panhard & Levassor P2C ist das zweite Pkw-Modell der Marke. Hersteller war Panhard & Levassor in Frankreich.

## Beschreibung
Der Panhard & Levassor P2C hat noch keine offizielle Typenbezeichnung, da er schon 1891 eingeführt wurde. Kraftfahrzeuge erhielten in Frankreich erst ab 1899 nach systematischer Prüfung von einer Zulassungsbehörde eine Typenbescheinigung. Der Modellname bezieht sich auf den Motor. Das „P“ besagt, dass der Motor nach einer Lizenz der Daimler-Motoren-Gesellschaft gebaut wurde, und die „2“ steht für die Anzahl der Zylinder.
Der Motor ist ein V2-Motor mit einem Hubraum von 816 cm³ (70 mm Bohrung und 106 mm Hub). Für das erste Jahr wurde eine Motorleistung von 1,75 CV genannt, danach 1,5 CV. Es bleibt unklar, ob es sich dabei um eine Einstufung nach Cheval fiscal oder um die tatsächliche Motorleistung in PS handelt.
Wie beim größeren P2D ist der Motor vorn im Fahrgestell eingebaut und treibt über Ketten die Hinterachse an. Dieses System hatte Panhard & Levassor 1891 eingeführt.
Der Radstand beträgt 185 cm. Die einzige bekannte Karosseriebauform ist ein offener zweisitziger Phaeton.
Von Oktober bis Dezember 1891 wurden fünf Fahrzeuge gefertigt. 1892 waren es neun. Von Januar bis März 1893 entstand ein weiteres Fahrzeug. 15 Autos waren es insgesamt.